# Gloria Jean's Coffees
Gloria Jean's Coffees — австралійська мережа кав'ярень, до складу якої входить більше 1000 кав'ярень у 39-ти країнах світу.

## Історія
Gloria Jean's Coffees почала свій початок з невеликої кав'ярні і магазинчику подарунків у Чикаго США в 1979 році.
Gloria Jean's Coffees відкрила свій перший кавовий магазин в Австралії у 1996. Засновники Gloria Jean's Coffees Australia (Набі Сале та Пітер Ірвайн) придбали головний міжнародний франчайзинговий бренд — Gloria Jean’s Coffees — і продають права роботи під ним у всіх країнах (окрім Сполучених Штатів) з 2004. Керуючою компанією в США та Пуерто-Рико є Praise International North America Inc., у всьому світі — Retail Food Group.

## В Україні
Мережа кав'ярень з'явилась в Україні в листопаді 2007-го року. Планувалося, що відповідно до плану розвитку мережі кав'ярень в Україні, у 2008—2009 році в Києві відкриється п'ять кав'ярень, а відповідно до трирічного плану по всій країні мало з'явитися 50 закладів, розвиток планувався зокрема за допомогою продажів франшизи.
Проте криза внесла свої зміни, внаслідок чого в Україні в різний час було відкрито всього 7 закладів: 5 в Києві і по одному у Львові (на пл. Адама Міцкевича, в будівлі готелю «Жорж») та в Одесі (в торговому центрі «Рив'єра»).

## Сторінки в інтернеті
- Офіційний сайт компанії в Україні
- Неофіційний сайт кав'ярень в Україні
- Gloria Jean's [Архівовано 17 жовтня 2007 у Wayback Machine.] (англ.)
- Gloria Jean's Австралія [Архівовано 12 січня 2008 у Wayback Machine.] (англ.)
- Kyiv Post — «A search for drinks to go» [Архівовано 25 жовтня 2008 у Wayback Machine.] (англ.)